# Невразливий (мультсеріал)
«Невразливий» (англ. Invincible) — американський мультсеріал про супергероїв для дорослих, заснований на однойменному коміксі видавництва Image Comics Роберта Кіркмана, прем'єра якого відбулася 25 березня 2021 року на Amazon Prime Video і отримала хороші відгуки критиків. Персонажів озвучили Стівен Ян, Сандра О і Джонатан Сіммонс. Сюжет обертається навколо сина супергероя Омнімена 17-річного підлітка Марка Грейсона, який теж стає супергероєм під керівництвом батька. У квітні 2021 року Amazon продовжила серіал на другий і третій сезони.

## Фабула
Марк Грейсон-звичайний школяр, за одним винятком: його батько Нолан — наймогутніший супергерой на Землі. Незабаром після свого сімнадцятого дня народження Марк виявляє у себе суперсилу і починає тренування з батьком. Починаючи з типових підліткових проблем, Марк і інші персонажі стикаються з все більш серйозними проблемами і волею-неволею дорослішають.

## Персонаж

### Головні герої
- Марк Грейсон / Непереможний (озвучує Стівен Ян)[10]. Син супергероя Омнімена, який прибув на Землю з планети Вілтрум, і звичайної землянки. Завдяки генам батька, Марк знаходить суперздатності в 17 років і виявляє, що супергеройствувати не так просто, як він собі це уявляв[8][11]. Показано, що у нього є режим берсерка, коли він бореться з інопланетними загарбниками флаксанцями і найманцями Голови-машини. Як з'ясувалося, це вроджена здатність вілтрумітів.

- Нолан Грейсон / Омнімен (озвучує Джонатан Сіммонс): вілтруміт, батько Марка і чоловік Деббі. За силою приблизно дорівнює Супермену[8][12]. Народився на Вілтрумі, де панує дуже сильна і жорстока раса, коли його батьки померли, він став на службу Вільтрумської імперії, яка проводила міжгалактичну експансію протягом тисяч років. Прилетівши на Землю з метою захоплення планети для Вілтрума, познайомився з Деббі і осів тут на 20 років, ставши супергероєм. Намагаючись перетягнути сина на бік вілтрумітів, власноруч вбив тисячі людей, коли син відмовився, Нолан не зміг його вбити і покинув Землю.

- Деббі Грейсон (озвучує Сандра О): мати Марка і дружина Омнімена. Деббі — досвідчена ріелторка. Коли дізнається, що її чоловік вбивця, вона впадає в депресію, яку глушить алкоголем.

### Другорядні персонажі
- Ембер Беннетт (озвучує Зазі Бітц): однокласниця і подруга Марка. Персонажка відрізняється від першоджерела з коміксів, щоб більше нагадувати її актрису озвучування для серіалу.
- Сесіл Стедман (озвучує Волтон Гоггінс): директор урядової організації, яка контролює діяльність супергероїв. Володіє особистим телепортом дальньої дії і наставляє Непереможного на початку його героїчної кар'єри.
- Вартові Земної кулі: найсильніша команда супергероїв з багаторічною історією, натхненна Лігою Справедливості. Після вбивства початкового складу Сесіл набирає туди нових людей:
  - Рудольф «Руді» Коннорс / Робот (озвучують Росс Маркуанд і Закарі Квінто): деформована людина, яка керує серією роботизованих дронів і має значний особистий стан. У вигляді «Робота» Коннорс раніше очолював підліткову команду супергероїв, перш ніж набрати з них нових Вартових. Використовує ДНК Рекса Плоуда і досвід клонування близнюків Маулерів, щоб створити копію себе зі здоровим тілом і завантажити свою свідомість в клона.
  - Рекс Слоан (озвучує Джейсон Мандзукас): відв'язний супергерой, який може заряджати потенційною енергією все, до чого торкається, щоб створити вибухівку. Раніше входив до команди підлітків, до того, як його обрали для приєднання до нового складу. Зустрічався з Євою, потім зрадив їй з Кейт, в результаті чого Єва порвала стосунки з ним.
  - Кейт Ча / Дуплі-Кейт (озвучує Малез Джоу): може миттєво створювати корисні в бою копії свого тіла, раніше входила в команду підлітків, потім перейшла в новий склад Вартових. Всі копії Кейт пронумеровані, хто залишиться з «1», є істинною Кейт.
  - Рей (озвучує Грей Делайл): супергероїня, здатна змінювати свій розмір. Її ім'я — відсилання до пристрою Shrink Ray. У коміксах персонаж був чоловіком.
  - Аманда / Дівчинка-Чудовисько (озвучують Грей Делайл і Кевін Майкл Річардсон): проклята героїня, чиї сили дозволяють їй перетворюватися на могутнього троля. Хронологічно їй 24 роки, але фізичний її вік 12 років, тому що здібності роблять її молодшою при кожному використанні.
  - Маркус Грімшоу / Чорний Самсон (озвучує Харі Пейтон): був у першому складі Вартових, але пішов через втрату суперздатностей і почав використовувати броньований супер-костюм. Як ветеран приєднався до нових Вартових. Після того, як був побитий бойовим звіром до напівсмерті, сили повернулися до Самсона, прискоривши його одужання, і він кладе свою броню на полицю.
- Єва Вілкінс / Атомна Єва (озвучує Ґілліан Джейкобс): супергероїня, керує матерією і енергією, подруга Непереможного. Була учасницею підліткової команди, відмовилася приєднатися до правоохоронців через зраду Рекса. Намагаючись знайти свій шлях, оселилася в будиночку на дереві і кожен день облітає Землю, допомагаючи людям.
- Близнюки Маулери (озвучені Кевіном Майклом Річардсоном): синьошкірі надпотужні конгеніальні гуманоїди і давні противники оригінальних Вартових. Через особливості народження і завантаження свідомості кожен з них заявляє, що він оригінал, а інший — клон.
- Арт Розенбаум (озвучує Марк Гемілл): кравець супергеройських костюмів і давній друг багатьох супергероїв.
- Аллен (озвучує Сет Роґен): прибулець, експерт кандидатів у члени Коаліції планет, створеної для відсічі вілтрумітам.
- Титан (озвучує Магершала Алі)[13]: злочинець, який може за бажанням створювати регенеруючу кам'яну броню. Стає кримінальним авторитетом після арешту свого боса, Голови-машини.
- Деміен Даркблад (озвучує Кленсі Браун): детектив-демон, який втік з пекла, щоб домогтися справедливості для інших і врятувати свою душу. Його присутності передує раптове похолодання навколишнього середовища.
- Токк / бойовий звір (озвучує Майкл Дорн)[14]: войовничий тигроподібний гуманоїд, який прибув з космосу для битви з гідним противником. Найнятий Головою-машиною для битви проти Непереможного і його команди.
- Сінклер (озвучує Езра Міллер): божевільний вчений, одержимий «поліпшенням» людства. Зібрав в каналізації операційний стіл для переробки людей в кіборгів, викрадав студентів коледжу для своїх експериментів. Після упіймання став працювати на Сесіла Стедмана і налагодив масове виробництво кіборгів, здатних дати відсіч навіть супергероям.

## Виробництво
19 Червня 2018 року було оголошено, що компанія Amazon замовила перший сезон проекту з восьми серій. Саймон Раціоппа виступає в ролі шоуранера серіалу, заснованого на однойменному коміксі Роберта Кіркмана, а також є виконавчим продюсером разом з Кіркманом, Девідом Альпертом і Кетрін Віндер. Серед компаній, що працюють над серіалом, значиться також Skybound. Серед творців мультсеріалу «Непереможний» був також Сет Роген, який працював над іншим супергеройським серіалом «Хлопаки». 29 квітня 2021 року після виходу останньої серії першого сезону Amazon продовжили серіал на другий і третій сезони.

## Реліз
22 січня 2021 року під час прямої трансляції, присвяченої 18-річчю першого випуску коміксу «Непереможний», Кіркман повідомив, що серіал стартує 25 березня 2021 року з першими трьома епізодами. Решта серій виходитимуть щотижня після прем'єри.
20 січня 2023 року вийшов тизер-трейлер, в якому Стівен Йон та Сет Роген у ролях Непереможного та Аллена-прибульця відповідно обговорюють майбутній сезон. Під час Комік-Кону в Сан-Дієго 21 липня 2023 року було показано другий трейлер і оголошено, що прем'єра першої частини другого сезону відбудеться 3 листопада 2023 року, а дебют другої частини заплановано на початок 2024 року. Також було оголошено, що спеціальний епізод під назвою «Invincible: Atom Eve», вийде пізніше того ж дня.

## Епізоди
| Сезон   | Епізоди | Епізоди | Оригінальний показ | Оригінальний показ |
| Сезон   | Епізоди | Епізоди | Перший показ       | Останній показ     |
| ------- | ------- | ------- | ------------------ | ------------------ |
| 1       | 8       | 8       | 25 березня 2021    | 29 квітня 2021     |
| Special | Special | Special | 21 липня 2023      | 21 липня 2023      |
| 2       | 8       | 4       | 3 листопада 2023   | 24 листопада 2023  |
| 2       | 8       | 4       | 14 березня 2024    | 4 квітня 2024      |
| 3       | 8       | 8       | 6 лютого 2025      | 13 березня 2025    |

### Сезон 1 (2021)
| № серії (загалом) | № серії (в сезоні) | Назва серії                      | Режисер(и)                | Сценарист(и)    | Оригінальна дата виходу |
| --- | ------------------ | -------------------------------- | ------------------------- | --------------- | ----------------------- |
| 1 | 1                  | «Настав час»                     | Robert Valley             | Robert Kirkman  | 25 березня 2021         |
| Коли велетенські вчені-лиходії, Близнюки Маулери, нападають на Білий дім, їх відбивають Вартові Глобуса і Нолан Грейсон / Вселюдина. Син Нолана Марк, який чекає на появу своїх сил, йде до школи і захищає однокласницю Ембер Беннет від хулігана Тодда. Після того, як Тодд б'є Марка, Ембер рятує останнього і проявляє до нього інтерес. Пізніше у Марка з'являються здібності, і він розповідає про них батькам за вечерею. Хоча Нолан спочатку не впевнений, він все ж починає навчати Марка, як ними користуватися. Однак, бажаючи підкреслити суворість буття супергероя, Марк застає батька зненацька, коли той б'є його занадто сильно. Відчуваючи себе ображеним емоційно та фізично, Марк випускає пару, зупиняючи пограбування у саморобному костюмі. Після відвертої розмови з сином Нолан відводить Марка до кравця костюмів супергероїв Арта Розенбаума, який створює для нього відповідний костюм після того, як Марк вирішує назвати себе "Непереможним". Пізніше Нолан таємно влаштовує засідку на Вартових у їхній штаб-квартирі і вбиває їх усіх, перш ніж втрачає свідомість від ушкоджень, отриманих від їхнього опору. |                    |                                  |                           |                 |                         |
| 2 | 2                  | «Тут нічого не відбувається»     | Paul Furminger            | Simon Racioppa  | 25 березня 2021         |
| Підпільне Глобальне оборонне агентство (GDA) повертає до життя коматозного Нолана, але не може оживити Вартових. Директор Сесіл Стедман повідомляє про це Марку та його матері Деббі. Під час нападу позавимірних прибульців, яких називають Флаксанами, Марк допомагає підлітковій команді стримувати їх. Коли Флаксани швидко старіють і відступають, лідер підлітків Робот робить висновок, що це сталося через різницю в часі між виміром Флаксанів і Землею. Коли Марк впізнає в Атомній Єві свою однокласницю Саманту Єву Вілкінс, вони розкривають свої таємні імена і стають друзями. Флаксани повертаються з технологією омолодження, але Марк і команда підлітків знищують їх, змушуючи знову відступити. Флаксани повертаються ще раз і майже досягають успіху, доки одужалий Нолан не змушує їх повернутися у свій вимір, де він спустошує їхню планету в помсту, а потім повертається, коли з'являються новини про смерть Вартових. Тим часом Марк вступає в сутичку з прибульцем Алленом, який хоче випробувати захист Землі для Коаліції планет. Скориставшись тайм-аутом, щоб поговорити і дізнатися про місію Аллена, Марк допомагає Аллену зрозуміти, що той переплутав "Землю" з іншою планетою під назвою "Урат", і розлучається з ним на хороших умовах. Паралельно детектив-демон Дем'єн Даркблад розслідує смерть Вартових для Сесіла, припускаючи, що вбивця був серед героїв.           |                    |                                  |                           |                 |                         |
| 3 | 3                  | «Кого ти назвав потворним?»      | Jeff Allen                | Chris Black     | 25 березня 2021         |
| Після телевізійного похорону Грейсони приходять на приватне поховання Вартових разом зі своїми близькими, де Темна Кров розпитує Нолана наодинці і натякає на свої підозри. Сесіл доручає Роботу сформувати новий склад Вартових на власний розсуд, зважаючи на те, як він впорався з вторгненням Флаксанів, тож Робот об'єднує команду підлітків з досвідченими героями - Дівчиною-монстром, Чорним Самсоном та Зменшуваною Рэй. Однак Єва одразу ж йде, все ще ображена на свого товариша по команді та колишнього хлопця Рекс Сплоуд після того, як застала його за зрадою з товаришкою по команді Дуплі-Кейт. Марк отримує номер Ембер і призначає їй "навчальне побачення", яке переривається, коли він допомагає Єві зупинити Дока Сейсміка від нападу на гора Рашмор. Тим не менш, заінтригована Ембер чекає на нього. Коли Рекс намагається вибачитися перед Євою, вона відмовляється прийняти вибачення і шукає Марка, але застає його з Ембер. Незважаючи на те, що вона засмучена, вона визнає його щастя і тихо йде. За невидимої допомоги Робота Маулери тікають з в'язниці ГДА, хоча один з них приносить у жертву іншого. Коли Темна Кров розпитує Деббі, він дізнається, що Нолан мало чим з нею ділився. Ця зустріч змушує її підозрювати Нолана, який відчуває затяжну присутність Темної крові.                                                                                               |                    |                                  |                           |                 |                         |
| 4 | 4                  | «Ніл Армстронг, З'їж своє серце» | Cory Evans                | Ryan Ridley     | 1 квітня 2021           |
| Розгнівана тим, що ГДА досі не спіймала вбивцю перших Вартових, вдова Реда Раша, Ольга, доручає Деббі продати свій будинок, щоб повернутися до Москва. Сесіл просить Нолана захистити першу місію на Марс, але той відмовляється, посилаючись на свій обов'язок захищати Землю, тому добровольцем стає Марк. Незважаючи на успішну посадку, неуважність Марка дозволяє марсіаниам викрасти астронавтів. Марсіанський імператор наказує їх стратити, щоб запобігти проникненню паразитичних секвідів на Землю і знищенню Всесвіту. Марк поспішно евакуює астронавтів, не підозрюючи, що марсіанин таємно замінив одного з них, а справжній астронавт одержимий секвідом і починає вторгнення на Марс. Коли Нолан і Деббі відпочивають у Рим, щоб відновити свої стосунки, він маніпулятивно завойовує її довіру напівправдою. Сесіл розуміє, що Нолан - вбивця, але не може діяти, поки не з'ясує мотив останнього і не знайде спосіб його зупинити. Знаючи, що він не кине справу, Сесіл засилає Темну Кров до Пекло, не підозрюючи, що детектив сховав свій блокнот у шафі Деббі. Поки вцілілий Маулер починає клонувати себе, Робот стежить за його прогресом і методами, перш ніж викрасти зразок ДНК у Рекса від імені його справжнього "я", деформованого Руді Коннорса. |                    |                                  |                           |                 |                         |
| 5 | 5                  | «Це справді боляче»              | Jay Baker                 | Christine Lavaf | 8 квітня 2021           |
| Після того, як Деббі знаходить блокнот Темної крові, до неї повертаються давні підозри, що призводять до того, що вона знаходить закривавлений суперкостюм Нолана, поки він відсутній. Після того, як Самсон читає лекцію своїм товаришам по команді про нездатність захистити цивільних через їхні міжусобиці, Робот таємно звертається до відновлених Близнюків Маулерів з пропозицією роботи. Тим часом Марк обіцяє допомогти Ембер у благодійній їдальні, де вона працює волонтером, як винагороду за те, що він знехтував нею, коли працював Непереможним. Однак він також повинен допомогти надпотужному силовику Титану перемогти свого боса Машиноголового, який передбачив їхній напад і найняв численних лиходіїв для охорони. Вартові прибувають на допомогу, але Марк, Дівчина-монстр і Самсон зазнають поразки від Бойового Звіра, що спонукає решту Вартових діяти як одна команда. Побачивши, що інших лиходіїв швидко переможено, огидний Бойовий Звір тікає. GDA заарештовує Голову Машини та медевак Марка та інших, що дозволяє Титану захопити організацію Машиноголового. Єва також стає волонтером разом з Амбер, яка потребує керівництва після того, як перестала бути супергероєм, але йде, коли Сесіл дзвонить їй про госпіталізацію Марка. У той же час вчені GDA тестують зразки крові Марка і виявляють, що його клітини невразливі до всіх смертельних тестів, які вони проводять. |                    |                                  |                           |                 |                         |
| 6 | 6                  | «Ти виглядаєш, як мертвий.»      | Paul Furminger / Jae Harm | Curtis Gwinn    | 15 квітня 2021          |
| Після тижневого одужання Марк примиряється з Ембер перед тим, як разом зі своїм найкращим другом Вільямом вирушає на вихідні до Університету штату Апстейт, щоб побачити свого коханого Ріка Шерідана. Однак кіборг, експеримент божевільного вченого Д.А. Сінклера, втікає з ув'язнення і б'ється з Марком, перш ніж вбити себе. Коли Вільям з'ясовує, хто такий Марк, Ембер пориває з Марком через його "відсутність" під час буйства кіборга, і він жертвує примиренням, щоб врятувати Вільяма і Ріка від Сінклера. Побачивши, що Рік перетворився на кіборга, Вільям благає Ріка про допомогу, щоб той подолав свою зміну і допоміг Марку перемогти Сінклера. Після арешту Сінклера Сесіл цікавиться його технологією, яка перевершила фізіологію Марка. Тим часом Розенбаум досліджує закривавлений костюм Нолана для Деббі, підтверджуючи, що Нолан убив Вартових. Обидва злякано погоджуються мовчати, але одкровення занурює Деббі в п'яну депресію. Заздалегідь вивчивши її біологію, Робот збирає магічні інгредієнти, щоб зцілити Дівчину-монстра. Поки Каліки продовжують вирощувати тіло для Робота, вони також ексгумують труп Безсмертного, маючи намір воскресити його як свою зачаровану зброю проти Робота. Паралельно Єва надихається Амбер на те, щоб кинути коледж і використати свої здібності в гуманітарних справах.                                                                     |                    |                                  |                           |                 |                         |
| 7 | 7                  | «Нам треба поговорити»           | Vinton Heuck              | Simon Racioppa  | 22 квітня 2021          |
| Після того, як Деббі переходить до ГДА, Сесіл пояснює правду, перш ніж обидва свідки Нолана вбивають заступника Сесіла, Дональда Фергюсона, та кількох агентів ГДА. Після модернізації нейронних зв'язків клон "Руді" неохоче евтаназує свого прабатька. Заплативши і зрадивши Маулерів, новий Руді вирушає на виклик Вартових. Він пояснюється з командою, яка приголомшена його одкровеннями, так і не дізнавшись правди про Вселюдину та долі своїх попередників. Сесіл розмовляє з Ноланом перед тим, як застосувати "Реанімен" Сінклера та модифікований кайдзю, щоб убити його. Не злякавшись того, що Марк розкрив свою супергеройську сутність, дізнавшись правду кількома тижнями раніше, Ембер кидає його, бо він ніколи їй не довіряв. Марк шукає мудрості у Єви, але вона критикує його егоїстичну поведінку. Коли вони перехоплюють бій Нолана з кайдзю, Сесіл наказує Єві покинути Марка і зустрітися з Вартовими. Коли Мулери оживляють Безсмертного, він летить битися з Ноланом, намагаючись помститися за смерть своєї команди, поки Марк ледве підкорює кайджу. Гелікоптери новин знімають, як Нолан вбиває Безсмертного у прямому ефірі глобальної трансляції, перш ніж Нолан просить поговорити з розгубленим Марком. |                    |                                  |                           |                 |                         |
| 8 | 8                  | «Звідки я насправді родом»       | William Ruzicka           | Robert Kirkman  | 29 квітня 2021          |
| Після того, як Нолан виявився шпигуном Імперії Вілтрум, посланим завоювати Землю, йому не вдається переконати Марка приєднатися до нього, і він перемагає свого сина, спустошуючи Чикаго і вбиваючи тисячі людей. Незважаючи на побиття до стану, близького до смерті, Марк змушує Нолана згадати про свою любов до сім'ї. Не в змозі поєднати це зі своїми обов'язками, Нолан зі сльозами на очах покидає Землю. Вартові та Єва мобілізуються, щоб допомогти Чикаго, коли світ дізнається про зраду Нолана, а Сесіл допомагає Деббі та Марку, фальсифікуючи смерть Нолана як цивільного. Розбита горем Деббі випиває з таким же розбитим Розенбаумом, а Марк і Ембер відновлюють свої стосунки після його двотижневого одужання. Коли Ембер і Вільям дізнаються, що Єва теж супергерой, Сесіл посилає Марка перехопити Аллена, який наближається, і повідомити йому про останні події. Аллен попереджає Марка, що вілтруміти прийдуть за Землею, зважаючи на те, що Нолан нетипово покинув свій пост, але він вважає, що Марк може допомогти Коаліції зупинити експансію вілтрумітів. Поки Марк планує закінчити школу, Маулерів заарештовують, а Безсмертний одужує під захистом GDA. Лиходійські сили готують змову, щоб повернутися, коли Сесіл доручає Сінклер масове виробництво резервних військ "Реанімен".                                                                                              |                    |                                  |                           |                 |                         |

### Сезон 2 (2023-2024)
| Частина 1 |   |                                                    |                |                 |                   |
| 10 | 1 | «Урок для вашого наступного життя»                 | Сол Чой        | Саймон Раціоппа | 3 листопада 2023  |
| На спустошену альтернативну Землю, де Марк став на бік Нолана, через таємничий портал тікає вчений Ангстрем Леві. Через місяць після від'їзду Нолана Марк продовжує боротися зі зрадою батька, виконуючи свої обов'язки Непереможного. Сесіл призначає відродженого Безсмертного наступником Руді на посаді лідера Вартових і додає до їхніх лав нового героя на ім'я Куленепробивний. Маулери тікають з в'язниці за допомогою своєї версії Ангстрома, який доручає їм створити пристрій, здатний передавати йому спогади різних варіантів себе з альтернативного всесвіту, щоб він міг використати їхні колективні знання для розвитку земних технологій і порятунку інших планет. Сесіл відправляє Марка зупинити Маулерів, коли вони починають процес, що змушує Ангстрома використати свої мультиверсумні здібності, щоб викликати варіанти Маулерів, які ледь не вбивають Марка всупереч його бажанню. Ангстрем передчасно зупиняє передачу, спричиняючи вибух, в якому виживають один Маулер, Марк і страшенно пошрамований Ангстрем. Збожеволівши від спогадів своїх варіантів про Непереможного та Вселюдину, Ангстрем присягається помститися Марку і втікає. |   |                                                    |                |                 |                   |
| 11 | 2 | «Приблизно за шість годин я втрачаю цноту з рибою» | Ян Абандо      | Метт Ламберт    | 10 листопада 2023 |
| Під час випуску Марк перемагає Дока Сейсміка та його магманітів. Влітку між ним і Деббі зростає напруга, коли вона розуміє, що він лише продовжує свою роботу як Непереможний і працює на Сесіла, щоб уникнути спадщини Нолана. Вона вступає в конфлікт із Сесілом, під час якого дізнається, що Дональд живий, а згодом зривається через постійні нагадування про Нолана. Перетворивши пустир на парк, Єва сперечається з батьком, вважаючи, що він не може змиритися з тим, що вона може допомагати своїми силами. Однак парк руйнується через те, що побудований на нестабільному ґрунті, хоча обійшлося без жертв. Марсіанин-безбілетник, який зайняв місце астронавта Раса Лівінгстона, надихається першим членом Вартових Марсіанською Людиною, щоб стати супергероєм Формотворцем і приєднатися до нинішніх Вартових. Після зустрічі з Темнокрилом II Сесіл доручає Марку заспокоїти атлантів після смерті першого члена Вартових - Акваруса - і перемогти його. Під час випробування боєм Марк б'ється з кайдзю, але отримує поранення від його реву. Тим не менш, він рятує атлантів від нього всупереч наказу Сесіла. Ангстрем Леві вирушає на альтернативну Землю, де Марк потрапляє в полон до ГДА, щоб отримати інформацію про те, як перемогти своїх.                                      |   |                                                    |                |                 |                   |
| 12 | 3 | «Це послання, ця махінація!»                       | Таннер Джонсон | Адрія Ланг      | 17 листопада 2023 |
| У флешбеках рідна планета Аллена - Унопа - зазнала нападу вілтрумітів, що змусило його народ приєднатися до Коаліції, щоб зупинити їх і виростити з нього найсильнішого унопана. У теперішньому часі Аллен обговорює свої знахідки з Землі з Коаліцією, пояснюючи, що Марк не пов'язаний з Вілтрумом, а Нолан залишив Землю. Незважаючи на скептицизм кількох членів Коаліції, лідер Тедус підтримує Аллена, вважаючи, що вони мають перевагу, а потім таємно доручає йому викорінити вілтрумівського крота в їхніх лавах. Однак після того, як на Аллена нападають троє вілтрумітів, вимагаючи інформацію про Марка, Землю і Нолана, Тедус таємно відключає йому апарати життєзабезпечення. Паралельно Марк відвідує коледж і знайомиться з комахоподібним прибульцем з планети Тракса, який стверджує, що його народ у небезпеці. Після прибуття Марк несподівано возз'єднується з Ноланом, який став правителем Тракси. Деббі приєднується до групи підтримки подружжя супергероїв, але вдівець Зеленого Привида Тео, колишній член Вартових, звинувачує її в тому, що вона раніше була одружена з Вселюдиною, і з соромом покидає її. |   |                                                    |                |                 |                   |
| 13 | 4 | «Пройшло багато часу»                              | Джейсон Зурек  | Хелен Лі        | 24 листопада 2023 |
| У спогадах Нолан безцільно літав у космосі після того, як покинув Землю. Роздумуючи про самогубство у чорній дірі, він врятував корабель фраксанців, який затягувало в неї, і став їхнім правителем. У теперішньому часі задавнена злість Марка на Нолана посилюється, коли він дізнається про нову дружину Нолана, Андрессу, та їхню дитину. Розуміючи почуття сина, Нолан все ж просить його про допомогу в захисті Фракси, але тут з'являються троє солдатів Вілтрумітів. Відвозячи Андрессу та її сина в безпечне місце, Марк дізнається від неї, що Нолан щиро шкодує про свій вчинок і любить його. Грейсони перемагають солдатів, але отримують важкі поранення. Згодом Нолана захоплюють у полон і відвозять на Вілтрум для страти, а Крегг, високопоставлений вілтрумський генерал, доручає Марку початкову місію Нолана - підготувати Землю до їхнього вторгнення, інакше вони знищать її. Тим часом Деббі визнає, що її стосунки з Ноланом були брехнею, перестає приймати його гроші через Сесіла і викидає його книги. В іншому місці Дональд знаходить докази своєї смерті. Підозрюючи, що він, можливо, не людина, він встромляє собі ніж у передпліччя, щоб перевірити це. Спочатку він відчуває полегшення від того, що витікає червона кров, але потім помічає, що погнув кінчик ножа. |   |                                                    |                |                 |                   |
| Частина 2 |   |                                                    |                |                 |                   |
| 14 | 5 | «Це повинно бути шоком»                            | Хейлі Херрік   | Хелен Лі        | 14 березня 2024   |
| Після нападу вілтрумітів Марк проводить два місяці, допомагаючи Траксі відбудовуватися, а потім повертається на Землю разом зі своїм братом. У ГДА Дональд розповідає Сесілу про своє тіло. Сесіл розповідає, що успішно відновив мозок Дональда і помістив його в роботизований ендоскелет. Вартові виявляють марсіанський корабель, що прямує до Землі, що спонукає Шейпсміта розкрити свою особистість і розповісти про вторгнення Секвідів, що наближається. Після того, як Єва за підтримки Рекса знову готова до героїзму, Сесіл вербує її та Марка приєднатися до більшості Вартових, щоб запобігти вторгненню, але вони виявляються перевантаженими. Паралельно з цим Рекс, Дуплі-Кейт і зменшувана Рей вступають у протистояння з Лігою Ящерів, захопивши військову базу з метою викупу ядерних ракет, в результаті чого Кейт гине, Рей з'їдають, а Рекс втрачає руку і опиняється під дулом пістолета Короля Ящірки. У фіналі фільму Аллен одужує після поранень, незважаючи на те, що Тедус відключив йому апарати життєзабезпечення, і стає сильним, як вілтрумієць. Тедус розкриває, що він повсталий вілтрумієць, і доручає Аллену завербувати Марка для допомоги Коаліції проти Імперії Вілтрум.                                                                                          |   |                                                    |                |                 |                   |
| 15 | 6 | «Це не так просто»                                 | Сол Чой        | Вівіан Лі       | 21 березня 2024   |
| Рекс виживає після поранення і перемагає Короля Ящера, перш ніж він і Рей одужують і лікуються від поранень. Вартові ледве рятуються від секвідів і врятовують справжнього Руса. Деббі вирішує виховувати зведеного брата Марка і називає його Олівером. Незважаючи на свої підозри щодо Сесіла, вона приймає няню, яку він найняв, щоб допомогти доглядати за ним. Рік одужує після того, як став реаніматологом, але залишається травмованим цим випробуванням. Стосунки Марка та Ембер стають напруженими, коли обидва усвідомлюють, як вплинула на їхні життя робота Марка як Непереможного. Почуття Єви до Марка починають відроджуватися. Поки Амбер розмовляє з Євою, Марк розмовляє з Розенбаумом, який розповідає, що Нолан раніше написав кілька невдалих науково-фантастичних романів, які, як дізнається Марк, потенційно розкривають слабкі місця «Вілтрумітів». Він передає інформацію Аллену, який розповідає йому про Тедуса та протистояння Коаліції проти Імперії Вілтрум. Рас повертається додому, але зазнає нападу і знову стає одержимим схованим у ньому секвідом. Зціленого та ув'язненого Нолана допитує генерал Крегг на предмет його лояльності до Землі. Ангстрем Леві повертається на рідну Землю.                                                                          |   |                                                    |                |                 |                   |
| 16 | 7 | «Я нікуди не збираюсь»                             | Ян Абандо      | Симон Раціоппа  | 28 березня 2024   |
| Марк і Ембер відвідують комікс-конвенцію, але Руді їде, щоб допомогти Рексу. Після того, як Сесіл відправляє Безсмертного у тимчасову відпустку, Руді повертається як лідер Вартових. Дональд дізнається, що він помирав багато разів і що оригінал наказав стерти його спогади. Проте згодом він долає травму, відмовляючи Ріка від самогубства. Під час побачення Марк стикається з вілтрумітівкою Анісою, яка намагається нагадати йому про необхідність приєднання Землі до імперії вілтрумітів. Коли Марк раптово йде рятувати круїзний лайнер від кайджу, Анісса приєднується до нього і без зусиль вбиває його, рятуючи пасажирів. Незважаючи на те, що Анісса довела слабкість Землі, їй не вдається переконати Марка виконати свою місію, і вона жорстоко б'є його, перш ніж врешті-решт пощадити і піти, щоб доповісти Креггу. У цей час вілтруміти стикаються з Алленом, який симулює поразку і дозволяє себе схопити. Після розриву з Ембер Марку телефонує Ангстрем Леві, який захопив Деббі та Олівера в заручники у їхньому власному будинку. |   |                                                    |                |                 |                   |
| 17 | 8 | «Я думав, що ти сильніший»                         | Таннер Джонсон | Роберт Кіркман  | 4 квітня 2024     |
| Марк повертається додому, щоб протистояти Ангстрому, який погрожує Деббі та Оліверу. У відповідь Ангстрем відправляє Марка через мультивсесвіт, щоб послабити його. Деббі намагається переконати Ангстрома відпустити Марка, але той відмовляється, підбадьорений спогадами про свої варіанти та вбивчі дії їхніх Марків з їхніх вимірів. Деббі нападає на Ангстрома, який ламає їй руку і б'є її. Марк повертається і, розлючений травмами матері, бореться з Ангстромом у кількох вимірах, перш ніж несамовито забити його до смерті, застрягши сам у безлюдному вимірі. Збентежений своїми діями, Марк врешті-решт знайдений і відправлений додому майбутнім втіленням Вартових з його власного виміру. Перед від'їздом Марка майбутня Єва зізнається йому у своїх почуттях. Безсмертний дізнається, що справжня Кейт жива і переховується, і возз'єднується з нею, поки двоє археологів розкопують гробницю Ка-Хора. На прохання свого майбутнього «я» Марк зустрічається з Євою, але не може зізнатися у своїх взаємних почуттях до неї. Аллена відправляють до в'язниці вілтрумітів, де утримують Нолана, і пропонують йому приєднатися до боротьби проти них. Нолан визнає свою провину за скоєне і зізнається, що сумує за своєю першою дружиною Деббі.                                          |   |                                                    |                |                 |                   |

### Сезон 3 (2025)
| № серії (загалом) | № серії (в сезоні) | Назва серії                            | Режисер(и)     | Сценарист(и)                   | Оригінальна дата показу |
| --- | ------------------ | -------------------------------------- | -------------- | ------------------------------ | ----------------------- |
| 18 | 1                  | «Ти зараз не смієшся»                  | Джейсон Зурек  | Саймон Раціоппа                | 6 лютого 2025           |
| Через три місяці після битви з Ангстромом Марк продовжує тренування під наглядом Сесіла, щоб набратися сили, достатньої для боротьби з вілтрумітами, уникаючи при цьому Єви. Марк і Рекс намагаються завадити двом злодіям, Дропкіку і Бійцю, викрасти Декларацію незалежності, але на них нападає брат Кейт - Мульти-Пол, який намагається помститися за смерть своєї сестри. Кейт і Безсмертний виходять з відставки, а Рей повертається до Вартових. Вільям і Рік заохочують Марка зізнатися у своїх почуттях та запросити Єву на побачення, але застерігають його не розповідати їй про її майбутнє. Однак Марк проговорився, через що Єва відкинула його. Доктор Сейсмік виривається з ув'язнення та ув'язнює земних супергероїв за допомогою гігантських підземних істот. Коли Марку та Єві не вдається врятувати героїв, Сесіл відправляє на допомогу Темнокрила II та Реанімена. Темнокрил II визволяє Дока Сейсміка. Марк звинувачує Сесіла в тому, що той брехав йому і працював з Темнокрилом II і Сінклером, що змушує Сесіла замкнути його в Білій кімнаті, яка була побудована, щоб убезпечити його від Марка. Аллен і Нолан зближуються у в'язниці, а вілтруміти починають ставити досліди над Алленом, щоб визначити джерело його новознайденої сили.                                 |                    |                                        |                |                                |                         |
| 19 | 2                  | «Угода з дияволом»                     | Хейлі Херрік   | Хелен Лі                       | 6 лютого 2025           |
| У флешбеку Сесіл заперечує проти того, що його попередник реабілітував злочинців. У теперішньому часі Марк знищує «Реанімена», який намагається його зупинити. Сесіл активує пристрій, встановлений у голові Марка, який відтворює ревіння атланта кайджу, завдаючи йому сильного болю і не даючи можливості літати. Марк тікає до Вартових по допомогу, але з'являється Сесіл і атакує Марка ще однією порцією реаніменів, змушуючи Вартових допомогти Марку. Руді глушить сигнал, який шкодить Марку, а Сесіл, зрозумівши свою помилку, деактивує реаніменів. Розлючений Марк погрожує вбити Сесіла, якщо той наблизиться до нього або його сім'ї, і припиняє їхні робочі стосунки. Вартові розпадаються: Дівчина-монстр, Рекс, Рей, Куленепробивний і Руді втрачають довіру до Сесіла, а Безсмертний, Кейт, Самсон і Формотворець залишаються, і до них приєднується Дарквінг II. Пізніше Сесіл згадує свою першу зустріч з Ноланом і розробляє свій особистий кодекс - робити все, щоб захистити Землю, а Марк і Єва примиряються і починають стосунки. |                    |                                        |                |                                |                         |
| 20 | 3                  | «Ти ж хочеш справжній костюм, так?»    | Сол Чхве       | Джей Фаербер                   | 6 лютого 2025           |
| Марк отримує новий костюм від Розенбаума. Отримавши власний костюм, Олівер називає себе «Кід Всезнайко», але Марк відмовляє його від цього, пояснюючи руйнування, спричинені Ноланом, перш ніж вони об'єднають зусилля, щоб зупинити Титана і не дати випустити на волю Мульти-Пола. Єва повертається до батьків, пообіцявши не використовувати свої сили вдома, якщо вони краще сприйматимуть її обов'язки героя. Деббі зав'язує стосунки зі своїм колегою Полом і розкриває йому таємниці Нолана, Марка та Олівера, чим розлючує Марка. Маулери проникають у ракетну шахту, плануючи запустити електромагнітний пристрій, щоб знищити світові системи зв'язку і вивести з ладу Вартових, які атакують. Марк знищує ракету, а Олівер, всупереч їхньому з Деббі бажанню, вбиває Маулерів. Олівер розкриває Марку свою байдужість до вбивства, вважаючи, що Нолан може бути правий, що непокоїть Марка. Під час розмови з Олівером Марк помічає плавучий дрон, схожий на кулю, що шпигує за домом Грейсонів, який вибухає в його руці, коли він його ловить. Він не знає, що дрон належить Ангстрому, який вижив після попередньої зустрічі з Марком. |                    |                                        |                |                                |                         |
| 21 | 4                  | «Ти був моїм героєм»                   | Ян Абандо      | Танья Лотія                    | 13 лютого 2025          |
| Марк просить Руді проаналізувати залишки дрону, який, як він визначає, походить з Землі і був створений кимось, хто має величезні ресурси. Марк протистоїть Сесілу, вважаючи, що це він його створив, але Сесіл це заперечує. Пізніше, під час побачення з Євою, Бійцівський майстер і Дропкік силоміць вербують Марка і переносять його в своє майбутнє, вірячи, що він може врятувати їхню Землю від її тиранічного короля, Безсмертного. Збожеволівши від своєї величезної сили та безсмертя, він звинувачує Марка в тому, що врешті-решт покинув Землю, і вимагає від нього битися з ним на смерть, щоб принести їй мир. Марк неохоче б'ється і врешті-решт змушений вбити Безсмертного. Повернувшись у сьогодення, приголомшений Марк знаходить розраду з Євою. Тим часом Нолана чекає страта, але Аллен виривається на волю, звільняє їхніх співкамерників, заручається допомогою Бойового Звіра у боротьбі з вілтрумітами та імітує поразку, щоб підштовхнути Нолана до дії. Після втечі Аллен пропонує їм тікати, поки не прибуло підкріплення, але Нолан виявляє, що Імперія Вілтрумів тепер складається менш ніж з п'ятдесяти чистокровних членів. |                    |                                        |                |                                |                         |
| 22 | 5                  | «Це мало бути легко»                   | Таннер Джонсон | Хелен Шанг                     | 20 лютого 2025          |
| Після того, як Марк пропонує їм з Євою винайняти власну квартиру, вона пропонує послуги Непереможного у в'язниці для суперзлодіїв. Згодом Деббі відправляє пару на пошуки Олівера, який подружився з двома дітьми, захищаючи їх від хуліганів. Тим часом на Титана тисне містер Лю, кримінальний авторитет і лідер злочинної організації під назвою «Орден», вимагаючи, щоб він звільнив Мульти-Пола, інакше Лю вб'є його сім'ю. Титан маніпулює Лю, щоб той випустив його з в'язниці. Титан маніпулює Лю, щоб той допоміг йому перед тим, як вони нападуть на в'язницю, де утримують Мульти-Пола. Під час бою з Марком і Євою Мульти-Пол втікає, а поплічник Титана, Ізотоп, звільняє Машину-Голову, яка стріляє в Лю. Після цього Марк і Єва вирішують не поспішати зі своїми стосунками. Машиноголовий перебирає на себе контроль над Орденом і надає Титану автономію, не знаючи, що Лю вижив. |                    |                                        |                |                                |                         |
| 23 | 6                  | «Все, що я можу сказати - мені шкода.» | Джейсон Зурек  | Росс Страке та Саймон Раціоппа | 27 лютого 2025          |
| Ставши свідком смерті своєї сестри та племінниці під час бійки Марка та Нолана в Чикаго, науковець GDA Скотт Дюваль викрадає новітні біоконденсатори, щоб збільшити свою здатність перетворювати кінетичну енергію на електричну, та публічно кидає виклик Невразливому. Бажаючи взяти вихідний, щоб відсвяткувати день народження Вільяма, Марк ігнорує Скотта, а Шейпсміт відповідає на його виклик. Скотт перемагає Шейпсміта і тікає до своєї дружини Беккі та сина Джека, побоюючись помсти з боку GDA. Поки Руді працює з Дівчиною-монстром над тим, щоб зупинити дію її сили, яка старить її тіло, Рей зізнається Рексу, що планує залишити роботу супергероя, і він приймає це зізнання перед тим, як вони поцілуються. Серед меморіалу жертвам різанини в Чикаго Скотт бере собі ім'я «Пауерплекс» і намагається знову виманити Марка, але зазнає поразки і потрапляє в полон до Атомної Єви. Проте Скотт тікає і повертається до Беккі, яка пропонує йому інсценувати викрадення її та їх сина Джека щоб виманити Невразливого. Марк намагається відмовити Скотта, але Скотт випадково вбиває свою сім'ю під час боротьби з Марком. Після того, як Скотт потрапляє під варту GDA, він присягається помститися Марку. В іншому місці Ангстрем збирає кілька багатоверсійних варіантів Марка. |                    |                                        |                |                                |                         |
| 24 | 7                  | «Що я зробив?»                         | Хейлі Херрік   | Роберт Кіркман                 | 6 березня 2025          |
| Ангстрем посилає своїх Непереможних, щоб знищити Землю та заплямувати імідж Марка. GDA, Вартові та герої Землі зазнають поразки і важких втрат від копій Марка. Єву ранять і вона впадає в кому; Рекс жертвує собою, щоб врятувати Руді, Дівчину-монстра та Куленепробивного; Дарквінг II вважається загиблим; Безсмертний, Кейт, Самсон і Формотворчий поранені. Коли вцілілі Невразливі повстають проти Ангстрома, він заманює їх у пастку на безлюдну Землю. Марк перемагає і майже вбиває Ангстрома, але той тікає до Техніків - просунутих кібернетичних хірургів, які раніше зцілили його. Ангстрем наказує їм вилікувати його рани, але вони відмовляються, вимагаючи, щоб він підкорився їхній волі. Після нападу Ангстрома старий посланник вілтрумітів на ім'я Конквест прибуває, щоб оцінити, як Марк підкорив Землю для імперії Вілтрум, і розчаровується відсутністю прогресу. Спустошений руйнуваннями та смертями, спрямованими на нього, Марк нападає на Конквеста, щоб виплеснути свою лють. |                    |                                        |                |                                |                         |
| 25 | 8                  | «Я думав, ти ніколи не заткнешся»      | Сол Чхве       | Роберт Кіркман                 | 13 березня 2025         |
| Поки Марк і Конквест б'ються, Олівер і Єва намагаються втрутитися, але виявляються недієздатними. Тим не менш, Єва тимчасово знімає свої ментальні блоки, що дозволяє їй реконструювати своє тіло і спалити шкіру Конквеста, перш ніж Марк перемагає і, здається, вбиває його. Марк прокидається в лікарні, де Деббі вибачається за те, що привела його на цей світ, хоча Марк каже, що не звинувачує її. На похороні Рекса Руді змінює своє ім'я на Рекс, щоб вшанувати його пам'ять. Поки світ відновлюється, Лівінгстон створює армію одержимих секвідами людей, група прибульців знаходить Бойового Звіра, а Техніки починають використовувати Ангстрем, щоб завоювати новий світ. Сесіл розповідає Дональду, що захопив коматозного і важко пораненого Конквеста і помістив його в підземну в'язницю, маючи намір допитати його про Імперію Вілтрум. Марк каже Оліверу, що він мав рацію, вбиваючи людей, і обіцяє зробити це з кожним, хто загрожуватиме їхній родині. Темна кров зустрічається з повелителем демонів, щоб допомогти йому відновити свою владу над пеклом, використовуючи наймогутнішу істоту на Землі. |                    |                                        |                |                                |                         |

## Критика
Мультсеріал припав до вподоби любителям супергеройського жанру своїм серйозним підходом до розповіді, вельми точною відповідністю оригінальному коміксу і жорстокими екшн-сценами, отримав багато хороших відгуків критиків і глядачів. Rotten Tomatoes ставить «Непереможному 98%-ний рейтинг схвалення на основі 55 відгуків. Metacritic показує середнє значення 73 бали з 100 на підставі 16 рецензій критиків. Бен Треверс з IndieWire поставив фільму оцінку B, заявивши, що «адаптація Кіркмана провокаційна, дивовижна, а іноді і складна, оскільки вона постійно намагається зруйнувати загальноприйняті уявлення про свій жанр, будь то жанр супергероїв або жанр підліткової драми». Критики відзначали схожість «Непереможного» з іншими зразками альтернативної супергероїки, як то «Хранителі» і «Хлопаки».